# Urban jungle
Urban jungle is een muurschildering in graffitistijl (graffiti-painting) in Amsterdam-Centrum. Het is een werk van kunstenaar Tim Rodermans. Hij voorziet regelmatig blinde gevels van muurschilderingen in allerlei maten. Rodermans fietste regelmatig de Sarphatistraat op en af en zag ter hoogte van Sarphatistraat 163 een uitgelezen plek voor een groot werk. 

## Gebouw
Sarphatistraat 163-213 is een langgerekt huizenblok uit 1908 naar ontwerp van Hendrik Petrus Berlage. Tegen huisnummer 163 stond in het verleden nog huisnummer 161. Dat gebouw werd in 1974 gesloopt en zo kreeg de ingang van de Pancrasstraat een grijze blinde muur van meer dan 20 bij 12 meter. Zoals gezegd kwam Rodermans hier regelmatig langs en mocht in 2024 gaan schilderen. Die Pancrasstraat is een rommelige Amsterdamse straat; ze zorgt voor verbinding tussen de campus van de Universiteit van Amsterdam op het Roeterseiland en de Sarphatistraat, maar doet dat niet rechtstreeks; er zijn allerlei hoeken, gebouwen en gebouwtjes.

## Schildering
In mei 2024 was de kunstenaar vijf weken bezig met deze grote muurschildering. Rodermans verwerkt in zijn schilderingen meest natuurtaferelen, zo ook hier. Hij schilderde kleurige vlinders en planten, maar de hoofdpersoon is hier een jongen (Rodermans zoon Djao) met een blik naar de toekomst. Hij kijkt daarbij richting de universiteitsgebouwen, hetgeen Rodermans als een meevaller beschouwde. De kunstenaar probeerde met dit werk de ogen van de mensen af te leiden van de telefoon, zodat ze ook iets van de omgeving meekregen. In Amsterdam-West is een soort voorstudie te zien op een schoolgebouw.
In de buurt van Urban jungle heeft Rodermans nog een schildering; nabij de kruising Weesperstraat en Sarphatistraat 63 is nog een schildering van hem te zien.  Dit werk doet te veel denken aan allerlei vervelende maatregelen tijdens de coronapandemie; Rodermans schilderde die in 2024 over met de Vogel met klaprozen. 